# Rhododendron hirsutipetiolatum
Rhododendron hirsutipetiolatum är en ljungväxtart som beskrevs av Rhui Cheng Fang och A.L. Zhang. Rhododendron hirsutipetiolatum ingår i släktet rododendron, och familjen ljungväxter. Inga underarter finns listade i Catalogue of Life.